# Омельянов Олександр Олександрович
Олександр Олександрович Омельянов (нар. 10 листопада 1979 року) — колишній український футболіст, що грав на позиції нападника. Після завершення футбольної кар'єри — футбольний тренер. Колишній президент клубу «Обухів».

## Біографія
Починав футбольні кроки в уманській «Зорі», взявши участь у 4 матчах чемпіонату України серед аматорів 1997/98.
У наступному сезоні грав за друголіговий стаханівський «Шахтар», проте клуб, як і «Зоря» у минулому сезоні, не зміг втриматися у дивізіоні («уманці» достроково знялися зі змагань) та був оштрафований на 6 очок через заборгованість за членськими внесками у ПФЛ.
Сезон 1999/00 відіграв за дрогобицьку «Галичину», яка посіла 13 місце з 16 у групі А Другої ліги.
У період з 2000 по 2001 роки грав на аматорському рівні спочатку за сімферопольське «Динамо», а пізніше за «Бучу» та команду «Академія» з Ірпіня. Разом з останньою став чемпіоном Київської області.
У сезоні 2001/02 став срібним призером Другої ліги разом з тією ж «Нафком-Академією».
У наступному сезоні залишився у Другій лізі, продовживши кар'єру у «Севастополі».
Після першого кола чемпіонату виступав у аматорському «Альянсі» (Київ).
З 2003 по 2005 роки грав за чернівецьку «Буковину», у сезоні 2005/06 зіграв 8 матчів за «Житичі» (Житомир), після чого знову опустився до аматорського рівня, погравши у чемпіонаті Чернігівської області за «Цукровик» (Новий Биків), а потім ставши срібним призером чемпіонату України серед аматорів 2006 року з клубом «Грань» (Бузова).
2007 рік почав у складі обухівського «Антареса», з яким виграв чемпіонат Києва, після чого поїхав до грузинського клубу «Олімпі» (Руставі), тодішнього чемпіону Грузії. У складі команди зіграв 13 матчів, та забив 2 м'ячі.
Після цього у кар'єрі Омельянова були такі клуби, як «Сталь-2», «Світанок» (Ковалівка) та «Чарні» (Жагань).
У сезоні 2008/09 провів 6 матчів за клуб вищого дивізіону Грузії — «Мглебі».
Наступні два роки Олександр знову грав за аматорські «Ірпінь» та «Сталь» (Понятова).
У 2010 році Омельянов зіграв 4 матчі за тбіліську «Гагру», яка стала третьою командою із вищого дивізіону Грузії в його кар'єрі. У подальшому гравець майже кожного року змінював клуб.
Починаючи з 2011 року футболіст пограв за «Коростень», «Жемчужину», білоцерківський «Арсенал», «Єдність» (Плиски), «Путрівку».
Другу половину сезону 2013/14 та сезон 2014/15 років Омельянов знову виступав за білоцерківський клуб, який вже носив назву «Арсенал-Київщина», після цього трохи грав за «Сокіл» (Михайлівка-Рубежівка).
У 2015 році перейшов до «Обухова», за який зіграв 9 матчів, після чого був на посаді віце-президента, з 2016 року ― президента та за сумісництвом — головного тренера.
Втім, тренував клуб з однойменного міста Омельянов недовго, а саме 26 днів — з 4 серпня по 30 серпня 2016 року.
У 2017 році завершив кар'єру гравця, погравши за «Патріот» (Баришівка).

## Досягнення
- Фіналіст Кубку України серед аматорів (1): 2013[2]
- Бронзовий призер Житомирської області (1): 2010
- Срібний призер Чернігівської області (1): 2013